# سدر زرعيم
سِدْر زَرَعِيم (بالعبرية: סֵדֶר זְרָעִים) أو قسم الزراعة هو القسم الأول من بين أقسام المشناه ، ويتضمن الشرائع المتعلقة بالحراثة الزراعة وكذلك القوانين المتعلقة بالبركات والصلوات الموجودة في "رسالة البركات" (بالعبرية: מסכת ברכות, حرفياً: مَسِّخِت بْرَخُوت) . في هذا القسم يوجد إجمالاً 655 مشناه
وفي التلمود  يتم تفسير الآية:
"וְהָיָה אֱמוּנַת עִתֶּיךָ חֹסֶן יְשׁוּעֹת חָכְמַת וָדָעַת..."
(وسيكون إيمان أوقاتك قوة خلاص وحكمة ومعرفة...) 
بالإشارة إلى ستة أقسام المشناه.. الكلمة التي تشير إلى قسم "زَرَعِيم" (البذور) هي "אֱמוּנַת" (الإيمان)، لأن الشخص الذي يزرع هو شخص مؤمن، حيث إنه لا يمكنه أن يعرف على وجه اليقين ما إذا كانت المحاصيل ستنمو في العام المقبل بسبب جميع العوامل الطبيعية الممكنة.  .

## المسختات (الأقسام) في ترتيب زَرَعِيم:
ترتيب زَرَعِيم (زرع) يشمل 11 مسختات أو أبواب:
- مسخت برخوت (البركات): ، والتي تتعلق بقراءة الشيما ، والصلاة ، وبركة المزون (بركة الطعام) وغيرها من البركات ؛
- مسخت فه (الزوايا): تتعلق بعطايا الفقراء - وهي أجزاء من المحصول يجب تركها لصالح الفقراء والضعفاء في المجتمع.
- مسخت دماي (المشكوك فيه): ، الذي يتعامل مع -وهو عن الثمار المشكوك في أمرها (امثال القمح) الذي يُشك في إذا ما كان دٌفع فيها العشور والضرائب إلى الكهنة ويلقب بالدماي
- مسخت كلاييم (غير المتجانس) يحتوي على تسعة فصول تتعلق بقوانين "كلاييم"، بالتهجينات المحرمة في الزراعة و الشاتنيز (الملابس) وتربية الحيوانات [سفر اللاويين 19:19, سفر التثنية 24:19–22.
- مسخت شبعيت (السنة السابعة)، تتعلق بأحكام . سنة الشميتا (سنة الراحة الزراعية).
- مسخت تريموت (القرابين)، تتعلق بالـ"ترومة جَدولا"، وهي واحدة مما يٌعطى للكهنة (راجع العشور والضرائب )؛
- مسخت معشروت أو معشر ريشون (العشور)، التي تتعلق بأحكام العشر الأول ;
- مسخت معشر شاني (العشر الثاني)، تتعلق بأحكام العشر الثاني.
- مسخت حَله (الخبز)، تتعلق بأحكام إخراج الحَلة (جزء من العجين للكهنة).
- مسخت عرلة (الثلاث سنوات الأولى) تتعلق بأحكام "عرلة" وهي الفاكهة التي تنمو على شجرة خلال أول ثلاث سنوات من زراعتها.
- مسخت بيكوريم (الأبكار) تتناول قوانين الأبكار ، و تشمل فصلًا إضافيًا عن أحكام الخنثى .

سبب ترتيب المسختات:
كتب الرامبام (موسى بن ميمون) أن الحاخام يهودا الناسى اختار أن يبدأ كتابه بمسخت برخوت (البركات) لأن ما يسمح للإنسان بأكل طعامه هو البركة. ولأن نيته كانت التحدث عن البركات، بدأ بمسخت برخوت بالبركات والفرائض التي يجب على كل إنسان القيام بها يوميًا (تلاوة الشما والصلاة)، ثم تحدث عن بركة الحنانين وغيرها من البركات. بعد ذلك، بدأ بالتحدث عن الواجبات المفروضة عند العمل في الأرض، وبدأ بمسخت فه (الزوايا): لأن جميع العطايا تطلب فقط بعد الحصاد، في حين أن واجب الزاوية يسري حتى عندما لم يتم حصد المحصول بعد. (النسيان)
ولأنه بدأ بالتحدث عن عطايا الفقراء، استمر إلى مسخت دماي (المشكوك فيه)، لأن للفقراء الحق في أكل "دماي". ثم انتقل إلى قوانين كلاييم، لأنها تأتي بهذا الترتيب في التوراة:
"لاَ تُكَمِّلْ زَوَايَا حَقْلِكَ فِي حَصَادِكَ، وَلُقَاطَ حَصِيدِكَ لاَ تَلْتَقِطْ"
"لاَ تَزْرَعْ حَقْلَكَ صِنْفَيْنِ، لِئَلاَّ يَتَقَدَّسَ الْمِلْءُ"
فتأتي وصية الزاوية قبل وصية الهجائن. وبعدها انتقل إلى قوانين شبعيت (السنة السابعة)، على الرغم من أن قوانين "عرلة" كان يجب أن تسبقها، لأن "عرلة" لا تعتبر فرضًا حتميًا يجب على الإنسان القيام به؛ فلو لم يزرع، لن يكون ملزمًا بها، بينما في السنة السبتية (شميتا) هناك حظر على الزراعة الذي يسري على الجميع.
وبعدها بدأ بقوانين الهبات، وكانت أول عطية هي التبرع الكبير "ترومة جَدولا" ، ولهذا بدأ مسخت تريموت (القرابين). وبعد ذلك، استمر في ترتيب العطايا بترتيب مسخت معشروت، مسخت معشر شاني، ومسخت حَله (الخبز). وعندما انتهى من التحدث عن البذور، تحدث عن الفاكهة في مسخت عرلة واختتم مسخت بيكوريم، لأن قوانين البكارة تظهر في التوراة فقط في النهاية (في "برشة كي تافو").

## النظام خارج المشناه
- التلمود البابلي  بما أن معظم سيدر يتناول الوصايا المتعلقة بأرض إسرائيل ولأن التلمود البابلي كُتب خارج الأرض، فقد تم تضمين رسالة البركات فقط.
- التوسفتا (الإضافة) : جميع المقالات بالترتيب مكتوبة.
- التلمود الاورشليمي : جميع المقالات بالترتيب مكتوبة.
- مشناه توراة رمبام : الكتاب المقابل لسيدر زَرَعِيم هو سفر زَرَعِيم . لكن القوانين الموجودة في مسخت برخوت موجودة في كتاب الحب .
- شولحان عاروخ القوانين التي تظهر في معاهدة البركات موجودة في جزء " أوراح حاييم" . أما بقية القوانين التابعة لهذا الزمن (مثل قوانين العشور ) فتجدها في قسم يوراه ديعاه .

## موقع سدر زرعيم
سِدْر زرعيم هو القسم الأول من "الأسداس الستة" في المشناه. يوضح الرَمبام (موسى بن ميمون) أن السبب في أن هذا القسم يأتي أولاً هو أنه لكي يتمكن الإنسان من عبادة الله، يجب أن يعيش، ولا يمكن للإنسان أن يعيش بدون طعام. لذلك، تبدأ المشناه أولاً بالأحكام المتعلقة بالحبوب المأكولة التي يُصنع منها الخبز، وهو الغذاء الأساسي للإنسان.
1. ↑  قالب:בבלי
2. ↑  قالب:תנ"ך
3. ↑  רש"י שבת שם, דיבור המתחיל "סדר זרעים"
4. ↑  בהקדמה לפירוש המשנה
5. ↑  قالب:משנה
6. ↑  قالب:משנה